# Bernhard Potschka
Bernhard Potschka (* 1. März 1952 in Würzburg), genannt auch Potsch Potschka, ist ein deutscher Komponist und Musiker.

## Leben
Potschka erlernte ursprünglich Klavier und Cello. Später wandte er sich der Rockgitarre zu. 1973 wurde er in Berlin Mitglied der Politrockband Lokomotive Kreuzberg. Dort lernte er Herwig Mitteregger und Manfred Praeker kennen, mit denen er 1977, zusammen mit Reinhold Heil, nach Auflösung der Gruppe die Nina Hagen Band und nach der Trennung von Nina Hagen 1980 die Band Spliff formierte.
Ein Jahr nach der Auflösung von Spliff siedelte Potschka 1986 nach Spanien über. Zusammen mit Heil, Praeker und Lyndon Connah gründete er 1987 die Gruppe Froon, die mit Bobby Mugabe jedoch nur einen kleineren Hit landete und sich bereits 1988 wieder auflöste. Unter dem Namen Perxon beziehungsweise Potschka Perxon rief er 1992 mit dem Sänger Michael Ernst-Pörksen (daher der Bandname) ein Rockmusik-Projekt ins Leben und machte außerdem im Duo Gitarra-Pura Flamenco-Musik. Ein weiterer Künstlername von ihm ist Potsch Potschka.
1990 kehrte er nach Berlin zurück und richtete sich dort ein eigenes Studio ein. Fortan arbeitete er als Produzent und Gitarrist für verschiedene Bands und veröffentlichte mehrere Soloalben. Im Jahr 2004 kamen er und Praeker wieder zusammen und gründeten mit dem Manager Andy Eder sowie den Musikern Ron Spielman, Peter Stahl, Benny Greb und Minas Suluyan die Band Bock auf Spliff, mit der sie alte Lieder von Spliff neu einspielten.
Seit 2009 lebt Potschka in Birkenwerder.

## Diskografie
→ Weitere Artikel: Lokomotive Kreuzberg
→ Weitere Artikel: Nina Hagen Band
→ Weitere Artikel: Spliff
→ Weitere Artikel: Froon

### Alben
- 1992: Potschka/Perxon – Potschka/Perxon (mit seinem Bruder Stefan Potschka)
- 1997: The Journey
- 1998: Vamos
- 2000: Sahara
- 2001: Die Geheimnisse der Cleopatra
- 2002: „Samah“ (unter und mit „Nasser Kilada“ veröffentlicht)
- 2008: Mystics Of Arabian Virtuality
- 2008: Gitarra Pura – „Gitarra Pura“ (mit Frank Müller-Brys)
- 2011: Varieties Of Truth
- 2012: Gitarra Pura – Carisma (mit Frank Müller-Brys)
- 2015: „In Rock“
- 2018: „spielt Spliff“
- 2022: "Potsch Potschka & Friends – TIMELESS"
- 2022: "Fantasia Iberica"

### Singles
- 1985: Perxon – „Still Cryin'“ (auch auf Maxi – CBS A 12.6261)
- 1986: Perxon – „Lose your Mind“ (auch auf Maxi – CBS A 12.6664)
- 1986: Perxon – „Sailing Away“ (auch auf Maxi – RCA PT 40996)
- 1992: Potschka/Perxon – „Freund und Feind“ (auch als Maxi-CD: BMG 665 217 und wahrscheinlich als Maxi)
- 1992: Potschka/Perxon – „Schweinefleisch“ (auch als Maxi-CD: BMG 74321 100512 und wahrscheinlich als Maxi)
- 1992: Potschka/Perxon – „Harry sagt er hat’s“ (auch als Maxi und Maxi-CD: BMG 74321 118832)